# Be (альбом Common)
Be — шостий студійний альбом американського репера Common, випущений 24 травня 2005 року на лейблах Geffen Records і GOOD Music. Основним продюсером альбому був репер Каньє Вест, а також додатковий продакшн забезпечив J Dilla.

## Комерційний успіх
Be дебютував під номером два в американському чарті Billboard 200, за перший тиждень продавши 185 000 примірників у Сполучених Штатах. Альбом є другим альбомом Common, який розійшовся тиражем понад 500 000 примірників (продано понад 800 000 копій), ставши сертифікованим золотим Асоціацією звукозаписної індустрії Америки (RIAA).

## Прийом критиків
Be також мав успіх у критиків, отримавши визнання та похвалу від кількох критиків та музичних видань. Альбом отримав відмінну оцінку «XXL» від хіп-хоп видання XXL і був визнаний найкращим твором Коммона за версією HipHopGoldenAge.
У Metacritic, який призначає нормалізований рейтинг зі 100 рецензіям від основних видань, альбом отримав середню оцінку 83 на основі 26 рецензій. Енді Келлман з AllMusic сказав: «Навряд чи хтось називатиме Be новаторським, але це один із найкращих альбомів Common, а також один із найбільш щільно побудованих альбомів будь-якої форми за останній час». Енді Грінвальд з Blender сказав: «Be продовжує The College Dropout Каньє Веста». Реймонд Фіоре з Entertainment Weekly сказав: «Схудлість Be сигналізує про приголомшливе зростання, навіть не розсуваючи звукові межі». Доріан Лінскі з The Guardian сказав: «Хоч і не найкращий хіп-хоп-альбом 2005 року — Каньє Вест зберігає цю честь за собою — Be — це компактний і яскравий майстер-клас з основ хіп-хопу». NME сказав: «Дає надію хіп-хопу, який загруз у болоті посередності».
Тексти пісень Комона на Be принесли йому нагороду «Лірик року» на BET Hip Hop Awards 2006. У 2012 Complex назвав альбом одним із класичних альбомів останнього десятиліття. Альбом також увійшов до книги 1001 альбом, який ви повинні почути перед смертю.

## Нагороди
Be був номінований у чотирьох категоріях на 48-й церемонії вручення премії «Греммі»: найкращий реп-альбом, найкраще реп-виконання дуету чи групи за «The Corner» за участю Last Poets, найкраща спільна реп-пісня для «They Say» за участю Каньє Веста та Джона Ледженда, і найкраще реп-сольне виконання для «Testify».

## Трек-лист
| #     | Назва                                                      | Автор                                                                                      | Продюсер(и)                                  | Тривалість |
| ----- | ---------------------------------------------------------- | ------------------------------------------------------------------------------------------ | -------------------------------------------- | ---------- |
| 1.    | «Be (Intro)»                                               | Lonnie Lynn Kanye West Albert Jones                                                        | Kanye West                                   | 2:24       |
| 2.    | «The Corner» (за участю Umar Bin Hassan of the Last Poets) | Lynn West Abiodun Oyewole Umar Bin Hassan Leon Moore                                       | Kanye West                                   | 3:45       |
| 3.    | «Go!»                                                      | Lynn West John Mayer Linda Lewis                                                           | Kanye West                                   | 3:44       |
| 4.    | «Faithful»                                                 | Lynn West DeWayne Julius Rogers                                                            | Kanye West                                   | 3:33       |
| 5.    | «Testify»                                                  | Lynn West Angelo Bond General Johnson Gregory Perry                                        | Kanye West                                   | 2:36       |
| 6.    | «Love Is…»                                                 | Lynn James Yancey Anna Gaye Marvin Gaye James Nyx Elgie Stover                             | J Dilla                                      | 4:10       |
| 7.    | «Chi-City»                                                 | Lynn West Eddie Cornelius                                                                  | Kanye West                                   | 3:27       |
| 8.    | «The Food» (Live)                                          | Lynn West Sam Cooke Stanley McKenney Eugene Record                                         | Kanye West                                   | 3:36       |
| 9.    | «Real People»                                              | Lynn West Caesar Frazier                                                                   | Kanye West                                   | 2:48       |
| 10.   | «They Say» (за участю Kanye West та John Legend)           | Lynn West John Stephens Thomas Bell Linda Epstein                                          | Kanye West                                   | 3:57       |
| 11.   | «It's Your World (Part 1 & 2)» (за участю the Kids)        | Lynn Yancey James Poyser Karriem Riggins Lonnie «Pops» Lynn Robert Curington Willie Lestor | J Dilla James Poyser [a] Karriem Riggins [a] | 8:33       |
| 42:33 |                                                            |                                                                                            |                                              |            |

Примітки
- ↑  означає співпродюсера.
- «The Corner», «Chi-City» та «The Food (Live)» містять фоновий вокал Каньє Веста[18]
- «Go!» містить фоновий вокал Джона Мейєра та Каньє Веста[18]
- «Faithful» містить фоновий вокал Джона Ледженда та Bilal[18]
- «Love Is…» містить фоновий вокал Luna E з Cirius B[18]
- «It's Your World (Part 1 & 2)» містить фоновий вокал Bilal та Mr. Lonnie Lynn[18]

## Чарти
| Чарт (2005)                            | Найвища позиція |
| -------------------------------------- | --------------- |
| Канада Canadian Albums (Billboard)     | 10              |
| Велика Британія UK Albums (OCC)        | 38              |
| Велика Британія UK R&B Albums (OCC)    | 25              |
| США Billboard 200                      | 2               |
| США Top R&B/Hip-Hop Albums (Billboard) | 1               |
| США Top Rap Albums (Billboard)         | 1               |

| Чарт (2005)                           | Позиція |
| ------------------------------------- | ------- |
| US Billboard 200                      | 90      |
| US Top R&B/Hip-Hop Albums (Billboard) | 25      |

## Сертифікації
| Регіон                                             | Сертифікація | Продажі  |
| -------------------------------------------------- | ------------ | -------- |
| Велика Британія (BPI)                              | Срібний      | 60 000^  |
| США (RIAA)                                         | Золотий      | 500 000^ |
| ^відвантаження, що базуються лише на сертифікаціях |              |          |